# Rhagomys
Rhagomys är ett släkte i familjen hamsterartade gnagare med två arter som förekommer i Sydamerika.
Arterna är:
- Rhagomys longilingua förekommer i Bolivia och Peru i Anderna, den listas av IUCN som livskraftig (LC).
- Rhagomys rufescens förekommer i östra Brasilien mellan Rio de Janeiro och São Paulo, den listas som nära hotad (NT).

## Beskrivning
Arterna når en kroppslängd (huvud och bål) vid 9,5 cm och har en ungefär lika lång svans. Pälsfärgen är främst smutsig orange. Öronen är små och den femte tån vid bakfoten är förstorade. På grund av kroppsbyggnaden antas att de huvudsakligen lever i träd.
Habitatet utgörs av skogar och odlade områden.